# Susan und der liebe Gott
Susan und der liebe Gott (Originaltitel Susan and God) ist ein US-amerikanischer Spielfilm mit Joan Crawford und Fredric March unter der Regie von George Cukor aus dem Jahr 1940. Der Film basiert auf dem gleichnamigen Bühnenstück von Rachel Crothers.

## Handlung
Die Ehe von Barrie und Susan Trexel steht nicht zum Besten. Barrie ist zu einem haltlosen Trinker geworden, seine exzentrische und leichtfertige Ehefrau Susan sucht Trost in allerlei spirituellen Erfahrungen und die gemeinsame Tochter Blossom ist ein neurotischer Teenager. Gerade kehrt Susan nach einem monatelangen Aufenthalt in Europa mit aufregenden neuen Ideen über Selbstfindung, Nächstenliebe und Religion im Gepäck zurück. Sie hat sich unter dem Einfluss der Laienpredigerin Lady Millicent Wigstaff zu einer Advokatin der Wahrheit entwickelt. Statt eines Daseins gefangen in Lebenslügen und Selbstbetrug will Susan künftig nur noch die Wahrheit und nichts als die Wahrheit aussprechen. Die beste Gelegenheit bietet ein Wochenende bei einer guten Freundin auf dem Lande, wohin die vornehme Welt pilgert, um von Susans Sinnsuche zu erfahren. Die Ergebnisse der neu entdeckten Wahrheitsliebe sind zunächst verheerend. Barrie ist das erste Opfer, als Susan ihm ins Gesicht sagt, sie wolle die sofortige Scheidung. Dann ist der etwas ältliche Playboy Hutchins Stubbs an der Reihe. Vor den versammelten Gästen verkündet Susan dem verblüfften Hutchins, dass seine junge Ehefrau Leonora, eine ehemalige Schauspielerin, immer noch ihren früheren Kollegen Clyde liebe und nur aus Pflichtgefühl bei ihrem Ehemann bleibe.
Daraufhin wird Susan von Lady Wigstaff für den Tag von Blossoms großer Geburtstagsfeier nach Newport beordert. Obwohl sie eingesehen hat, dass ihre Tochter sie braucht, entscheidet sie sich dennoch, zum Bahnhof zu fahren. Ihre Selbstsucht stürzt Barrie weiter in die Krise, bis er schließlich ihre alte Freundin Charlotte bittet, ihn zu heiraten. Diese liebt Barrie seit Langem, doch Susan erkennt schließlich, dass sie egoistisch war und die Liebe ihrer Familie das Wichtigste für sie ist. Als sie zurückkehrt, sieht auch Charlotte ein, dass ihre Freundin Barrie immer noch liebt, weshalb sie dessen Antrag ablehnt. Susan versöhnt sich mit Barrie und beide helfen Blossom, ihre Neurosen zu überwinden.

## Hintergrund
Die Autorin Rachel Crothers hatte mit ihrem Stück Susan and God einen Achtungserfolg in der Theatersaison 1937/38. Mit Gertrude Lawrence in der Titelrolle der oberflächlichen Society-Matrone Susan Trexel brachte es die Satire über den leichtfertigen Umgang mit religiösen Überzeugungen auf 288 Aufführungen. MGM kaufte die Rechte an dem Stück für 75.000 US-Dollar und bot die Hauptrolle zunächst Norma Shearer an, die jedoch ablehnte, da sie nach eigener Überzeugung mit 40 noch zu jung für den Abschied vom Fach der Naiven sei. Der Stoff wurde dann Greer Garson angeboten, die ebenfalls ablehnte. Schließlich zeigte Joan Crawford Interesse an der Rolle und überzeugte am Ende sowohl die Produzenten als auch den Regisseur George Cukor.
Crawfords Karriere war seit Ende der 1930er in eine ernste Krise gesteuert und erst ein Rollenwechsel in Richtung energischer, mitunter unsympathischer Charaktere brachte der Schauspielerin wieder die Anerkennung von Kritikern und Fans. Ihre Auftritte in  Die Frauen unter der Regie von Cukor Ende 1939 als hartherzige Ehebrecherin und an der Seite von Clark Gable in Frank Borzages Die wunderbare Rettung hatten Crawfords Status als bedeutender Star konsolidiert. Die Rolle der Susan Trexel schien die ideale Wahl für Joan Crawford, ihr Rollenspektrum in Richtung ernsthafter Komödie zu erweitern. Mit Fredric March als männlichem Partner stand ihr ein großer Name zu Seite und das Studio versammelte eine Auswahl der besten Nebendarsteller der Branche in dieser Prestigeproduktion.
Das Problem lag allerdings im Drehbuch, das die ursprünglich teilweise heftigen Seitenhiebe der Autorin gegen Bigotterie, Heuchelei und falsche Frömmigkeit größtenteils herausnahm. Anita Loos stellte in ihrer Adaption das Liebesleid von Susan Trexel in den Vordergrund und machte aus der selbsternannten Prophetin eines neuen Glaubens eine leichtfertige Dame der besseren Gesellschaft, für die Religion denselben Stellenwert hat wie die neueste Mode aus Paris oder die Menüfolge einer Dinnerparty. Um keine der teilweise sehr einflussreichen Religionsgemeinschaften in den USA mit allzu harscher Kritik vor den Kopf zu stoßen, blieben die Aussagen zum Inhalt der Reformbewegung von Lady Millicent vage und unbestimmt. Vergleichbare Probleme hatte bereits Frank Capra 1931 mit seiner Filmversion von The Miracle Woman, in dem Barbara Stanwyck eine junge Predigerin spielt, die von skrupellosen Geschäftemachern ausgenutzt wird. Echte Kritik an den mitunter umstrittenen Methoden nahm auch dieser Film nicht vor.
Recht freimütig bekannte die Schauspielerin einige Jahrzehnte später gegenüber Roy Newquist ihre anfänglichen Probleme bei der Interpretation der Rolle:

„[G]roße Probleme am Anfang. Ich verstand einfach nicht, warum eine Frau ihren Mann und ihr Kind und ihre gesamte gesellschaftliche Stellung aufgibt, um als religiöse Spinnerin zu leben. Ich wusste, dass es ein großer Erfolg am Broadway war, also musste das Stück irgendetwas zu seinen Gunsten haben, aber bis zum Drehbeginn, war mir nicht bewusst, was genau. Am ersten Tag der Dreharbeiten war ich ziemlich hysterisch und ging zu George Cukor. In 15 Minuten richtete mich  George wieder auf und von dem Moment an war ich in der Rolle der Susan bis zum letzten Take. Es war eine sehr schwierige Rolle und ich verdanke Fredric March sehr viel – er spielte mein Opfer sehr glaubhaft.“

## Kinoauswertung
Mit Kosten von 1.103.000 US-Dollar war Susan und der liebe Gott eine Prestigeproduktion. Die Einspielergebnisse waren mit 817.000 US-Dollar in den USA allerdings katastrophal. Die Auslandseinnahmen lagen bei lediglich 279.000 US-Dollar und bei einem Gesamtergebnis von nur 1.396.000 US-Dollar machte das Studio am Ende einen Verlust von 433.000 US-Dollar.

## Kritiken
Susan und der liebe Gott erhielt ein verhaltenes Presseecho. So erfasst der US-amerikanische Aggregator Rotten Tomatoes nur 40 % wohlwollende Besprechungen. Die meisten Kritiker zeigten sich aber beeindruckt von dem Verve, mit dem Joan Crawford die schwierige Rolle anging.
Das renommierte Branchenblatt Variety meinte:

„Joan Crawford liefert eine starke Darstellung der Susan, die sie als reife Matrone charakterisiert. Die Darstellung markiert einen Wandel für die Schauspielerin. Obwohl es immer noch Schimmer des ehemaligen Glamourgirls gibt, so indiziert Miss Crawfords Rolle für das Studio einen Hinweis, welche Rollen den Star wieder zu einem Magneten an der Kassen machen könnten.“

Craig Butler befand bei AllMovie:

„Das Ergebnis ist eine von Crawfords besten Leistungen. […] Die Art, wie ihre Susan mit sich selbst beschäftigt ist, ist sowohl amüsant als auch irritierend […]. Doch trotz ihrer Bemühungen wird die Rolle ein wenig ermüdend; und obwohl Drehbuchautorin Anita Loos viele witzige und geschliffene Dialoge bereitgestellt hat, ist weder sie noch Regisseur George Cukor in der Lage, den Film davor zu bewahren, in der Folge abzuflachen. […] Fredric March liefert eine fein nuancierte Vorstellung, Rita Hayworth ist eine Freude und die knurrige Marjorie Main stiehlt in einigen Szenen die Show. […] die Darsteller machen [den Film] sehenswert.“

Wie üblich fand Bosley Crowther in der New York Times kaum lobende Worte:

„Der Anfang des Films ist vielversprechend, als es so scheint, als ob er sich zu einer lustigen Satire über niveauvolle Bekehrungstätigkeit und die Marotten der sogenannten höheren Gesellschaft entwickeln würde. Doch die Handlung wird sehr dramatisch und der gesamte Film schwebt dahin in einer Wolke voller Sentimentalität und Melancholie. Noch vermag es Miss Crawford, dem Ganzen Leben einzuhauchen. […] Mr. March ist überraschend lustlos in einer schwerfälligen Rolle. Ruth Hussey und Marjorie Main stechen heraus innerhalb der kompetenten Besetzung.“

## Synchronisation
Eine deutsche Synchronfassung entstand 1991 für die Erstausstrahlung im Fernsehen bei der Bavaria Synchron in München. Das Dialogbuch schrieb Eberhard Storeck, die Dialogregie übernahm Uwe Gaube.
| Rolle           | Darsteller        | Synchronsprecher     |
| --------------- | ----------------- | -------------------- |
| Susan Trexel    | Joan Crawford     | Dagmar Heller        |
| Barry Trexel    | Fredric March     | Fred Maire           |
| Charlotte       | Ruth Hussey       | Heidi Treutler       |
| Leonora Stubbs  | Rita Hayworth     | Carin C. Tietze      |
| Michael O’Hara  | Bruce Cabot       | Klaus Kindler        |
| Hutchins Stubbs | Nigel Bruce       | Herbert Weicker      |
| Lady Wigstaff   | Constance Collier | Marianne Wischmann   |
| Irene Burroughs | Rose Hobart       | Heidi Treutler       |
| Clyde Rochester | John Carroll      | Michael Schwarzmaier |
| Blossom Trexel  | Rita Quigley      | Claudia Lössl        |
| Patrick         | Aldrich Bowker    | Walter Reichelt      |